# Cândești, Vrancea
Cândești este un sat în comuna Dumbrăveni din județul Vrancea, Muntenia, România. Se află în partea de sud a județului,  în Subcarpații de Curbură.
În această localitate, pe un promontoriu, se află conacul boierului Alexandru Plagino, fost prefect al Poliției Capitalei în timpul domniei lui Barbu Știrbey, fratele lui Gheorghe Bibescu. Conacul, deteriorat de comuniști, se află la distanță de un kilometru de centrul comunei Dumbrăveni. În imediata apropiere de clădirea conacului s-a aflat monumentul funerar al lui Alexandru Plagino. În subsol se afla cripta în care era sicriul metalic pe un catafalc, iar suprastructura era o construcție înaltă pe care se sprijineau mai multe coloane ce susțineau o platformă pe care era montată o "flacără" din marmură. În timpul primului război mondial, nemții au tras cu tunul, doborând coloanele și flacăra. Doar flacăra din marmură a mai rămas, fiind amplasată în rondul de la intersecția DN2 cu drumul județean Dumitrești-Bogza.